# Берхар
Берхар (Берхарий; лат. Bercharus, Bercharius; убит в 688) — майордом Нейстрии и Бургундии (686—688).

## Биография
Основными историческими источниками о жизни Берхара являются «Книга истории франков», хроника продолжателей Фредегара и «Ранние Мецские анналы».
О ранних годах жизни Берхара сведений в источниках не сохранилось. Предполагается, что он мог быть уроженцем Шампани. Не позднее 686 года Берхар женился на Анструде (или Адальтруде), дочери майордома Нейстрии и Бургундии Вараттона и Ансфледы. После смерти Вараттона среди нейстрийской и бургундской знати возникли споры о том, кто должен был стать его преемником. В этом конфликте победу одержал Берхар, при содействии своей тёщи Ансфледы получивший в 686 году пост майордома. Однако назначение Берхара на эту должность не нашло поддержки среди многих знатных лиц королевства. По свидетельству анонимного автора «Книги истории франков», Берхар был невзрачный, неумный и неспособный к советам человек. «Хроника продолжателей Фредегара» сообщает, что новый майордом был легкомысленнен и не имел больших способностей. «Ранние Мецские анналы» описывают Берхара как человека, не имевшего никаких достоинств, необходимых для должного исполнения своих обязанностей, презиравшего дружбу с влиятельными людьми королевства и пренебрегавшего их советами.
Став майордомом, Берхар стал преследовать своих недоброжелателей, лишая их свободы и имущества. Многие из тех, кто был недоволен его действиями, включая палатного графа Аудерамна и епископа Реймса Регула, бежали в Австразию под защиту местного майордома Пипина Геристальского и клятвенно обещали тому свою поддержку в свержении Берхара. Желая получить повод к войне, Пипин потребовал от короля Теодориха III амнистировать всех пострадавших от преследований Эброина и возвратить всё конфискованное у них имущество. После того как Теодорих отверг это требование, Пипин Геристальский в 687 году разорвал перемирие, заключённое им ранее с Вараттоном, и с войском вторгся на территорию Нейстрии. Разорив восточные земли этого королевства, войско Пипина в битве при Тертри (около Сен-Кантена) нанесло сокрушительное поражение войску Теодориха III и Берхара. Король и майордом были вынуждены искать убежище в отдалённых землях своего королевства. Войско австразийцев дошло до Парижа, где между Теодорихом и Пипином был заключён мирный договор. Условия этого соглашения точно не известны. По свидетельству «Ранних Мецских анналов», с согласия Пипина Геристальского монарх сохранил все свои владения и имущество, включая королевскую сокровищницу, и право командовать войском. Война завершилась возвращением австразийского войска в своё королевство.
Несмотря на поражение, Берхар сохранил за собой должность майордома. К периоду после битвы при Тертри относится единственный сохранившийся до наших дней документ, в котором Берхар упоминается как майордом. В этом качестве он подписал датированную 30 октября 688 года дарственную хартию короля Теодориха III аббатству Сен-Дени.
Однако уже в конце этого года Берхар был убит своими приближёнными. Хроники свидетельствуют, что убийц к майордому подослала его тёща Ансфледа. Она же была инициатором призвания австразийца Пипина Геристальского на должность майордома Нейстрии и Бургундии. Получив одобрение знати, Пипин объединил в своих руках управление всеми тремя франкскими королевствами. Этим он положил начало процессу овладения Каролингами королевским престолом франков. Не удовольствовавшись должностью майордома, Пипин принял титул «герцог и правитель франков» (лат. dux et princeps Francorum). Своим представителем в новоприобретённых землях он назначил Нордеберта. С целью укрепления своих связей с нейстрийской знатью Пипин Геристальский породнился с семьёй майордомов Вараттона и Берхара: он женил своего сына Дрого, по одним данным, на вдове Берхара Анструде, по другим, на его дочери Адальтруде.